# Estadio Máximo Nougués
El Estadio Máximo Nougués es un estadio de fútbol de San Pablo, Tucumán, Argentina. Es propiedad del Club Atlético San Pablo, y se encuentra sobre la avenida San Martín de la localidad mencionada.

## Historia
El Club Atlético San Pablo fue fundado el 1 de noviembre de 1911 por empleados del ingenio azucarero San Pablo, junto al apoyo de José Padilla. Originalmente los mismos obreros del club eran jugadores del mismo, disputando sus primeros partidos en terrenos del ingenio. Asimismo, el club fue el principal club tucumano de los años 20, ganando los campeonatos de 1922 y 1928 de la Federación Tucumana en el actual estadio.
En 1919 se construyó el actual estadio durante la presidencia de Máximo Nougués en el club, quien posteriormente le daría nombre al estadio. En los años posteriores se construyeron instalaciones anexas de pelota paleta, canchas de basquetbol, bochas, palitroque, sóftbol, handball y una pista de atletismo. El estadio cuenta con tribunas en sus tres costados (entre ellas, una platea techada) y un túnel subterráneo para acceder a la cancha desde los vestuarios.